# カミル・ザヤット
カミル・ザヤット（Kamil Zayatte, 1985年3月7日 - ）は、ギニア・コナクリ出身の同国代表サッカー選手。ポジションはディフェンダー、ミッドフィールダー。

## 経歴
2002年からフランスのRCランスのユースチームでキャリアをスタートさせ、2005年にトップチーム昇格した。2007年にスイスのBSCヤングボーイズに移籍。
2008-09シーズンにはハル・シティAFCにローン移籍し、翌年完全移籍した。

## 代表歴
2006年にギニア代表デビューを果たすと、2008・2012のアフリカネイションズカップに出場している。背番号は"6"を着用している。

## 個人成績

### 代表での得点
| #  | 日時           | 場所           | 対戦相手   | スコア | 最終結果 | 大会                                  |
| -- | -------------- | -------------- | ---------- | ------ | -------- | ------------------------------------- |
| 1. | 2008年10月12日 | コナクリ       | ケニア     | 3-2    | 勝利     | 2010 FIFAワールドカップ・アフリカ予選 |
| 2. | 2009年2月11日  | ガルア         | カメルーン | 3-1    | 敗北     | 親善試合                              |
| 3. | 2010年8月11日  | マリニャーヌ   | マリ       | 0-2    | 勝利     | 親善試合                              |
| 4. | 2010年9月5日   | アディスアベバ | エチオピア | 1-4    | 勝利     | アフリカネイションズカップ2012予選    |